# يشت (باقران)
یشت (بالفارسية: یشت) هي مستوطنة تقع في إيران في قسم باقران الريفي.